# پایین بلگور
پایین بلگور، روستایی از توابع بخش میرزا کوچک جنگلی شهرستان صومعه‌سرا در استان گیلان ایران است.

## جمعیت
این روستا در دهستان مرکیه قرار دارد و براساس سرشماری مرکز آمار ایران در سال ۱۳۸۵، جمعیت آن ۳۹۰ نفر (۱۱۲خانوار) بوده‌است.